# الین تانر
الین تانر (به انگلیسی: Elaine Tanner) (زادهٔ ۲۲ فوریهٔ ۱۹۵۱) شناگر اهل کانادا است.